# Доминика на Светском првенству у атлетици на отвореном 2013.
Доминика је учествовала на Светском првенству у атлетици на отвореном 2013. одржаном у Москви од 10. до 18. августа тринаести пут. Репрезентацију Доминикe представљао је један такмичар који се такмичио у трци на 200 метара.,
На овом првенству Доминика није освојила ниједну медаљу, а постигнут је само један лични рекорд сезоне.

## Резултати

### Мушкарци
| Атлетичар    | Дисциплина | Лични рекорд | Квалификације | Квалификације | Полуфинале           | Полуфинале           | Финале               | Финале       | Детаљи                                     |
| Атлетичар    | Дисциплина | Лични рекорд | Резултат      | Место         | Резултат             | Место                | Резултат             | Место        | Детаљи                                     |
| ------------ | ---------- | ------------ | ------------- | ------------- | -------------------- | -------------------- | -------------------- | ------------ | ------------------------------------------ |
| Мичел Дејвис | 200 м      | 21,91        | 21,99 ЛРС     | 7. у гр 3     | Није се квалификовао | Није се квалификовао | Није се квалификовао | 51 / 55 / 56 | Архивирано на веб-сајту (21. октобар 2013) |